# Vezenkovo
Vezenkovo (bulgariska: Везенково) är ett distrikt i Bulgarien.   Det ligger i kommunen Obsjtina Sungurlare och regionen Burgas, i den östra delen av landet, 280 km öster om huvudstaden Sofia.
Omgivningarna runt Vezenkovo är en mosaik av jordbruksmark och naturlig växtlighet. Runt Vezenkovo är det glesbefolkat, med 18 invånare per kvadratkilometer.